# Albert de Gondi
Pour les articles homonymes, voir Gondi (famille) et Liste des seigneurs, barons et ducs de Retz.
 (août 2019).
Albert de Gondi (en italien : Albèrto Gondi), 1er duc de Retz , dit le « maréchal de Retz », est un diplomate et un militaire français d'origine italienne, connu pour avoir été l'un des principaux hommes de confiance de la reine de France Catherine de Médicis dans les années 1570.
Né le 4 novembre 1522 à Florence, Albert de Gondi est issu d'une famille de banquiers italiens qui s'installa à Lyon au début du XVIe siècle. Il bénéficia des relations de confiance établies entre sa mère Catherine de Pierrevive et la reine Catherine, et devint lui-même un familier de la cour de France. Il fit une très longue carrière au service des rois de France depuis Henri II jusqu'à Henri IV. Il fait partie des conseillers italiens dont la présence dans le cercle restreint du pouvoir royal fut beaucoup décriée dans les années 1570, notamment après le massacre de la Saint-Barthélemy dont il fut accusé d'avoir été le principal instigateur.
Seigneur de Noisy, aujourd'hui Noisy-le-Roi (acquis en 1568) et de Marly (acheté aux Lévis en 1569), du Perron et de Machecoul, comte puis marquis de Belle-Île et des Îles d'Hyères (1573), il est élevé en 1581 au titre de duc de Retz, et en 1582 à la dignité de maréchal de France. Il meurt à Paris le 21 avril 1602. Sa devise est Non sine labore.

## Biographie
Albert de Gondi nait à Florence, le 4 novembre 1522. Il appartient à la famille de Gondi, une lignée de notables italiens dont une branche s'était installée en France. Son père Antonio « Guidobaldo » Gondi, seigneur de Perron, exerçait la profession de banquier à Lyon, et sa mère Marie-Catherine de Pierrevive devint une dame de compagnie de la reine Catherine de Médicis, avant de devenir l'une de ses principales femmes de confiance. Albert de Gondi allait devenir lui-même l'un des principaux hommes de confiance de la reine, en particulier durant la période des guerres de religion. Il servit tour à tour les rois Henri II, François II, Charles IX (dont il fut un familier), Henri III et Henri IV.
Albert Gondi parut à la cour d’Henri II, à son avènement à la couronne, en 1547 ; et eut vers 1550, une compagnie de chevau-légers.
Le 13 août 1554, il servit à la bataille de Renty. Henri II le fit bientôt après gentilhomme de la chambre et maître de la garde-robe de Charles de France (futur Charles IX). Il continua d’exercer ces charges sous les rois Charles IX et Henri III.
En 1555, il s’acquit beaucoup de réputation en Italie, aux sièges d’Ulpiau, de Coni et à la prise de Verceil. Il servit aussi avec beaucoup de distinction dans les expéditions que l’on fit en Piémont et en Corse.
Le 10 août 1557, il participa à la bataille de Saint-Quentin et le 13 juillet 1558 à la bataille de Gravelines.
Nommé, en 1559, capitaine d’une compagnie de gendarmes, il combattit à Saint-Denis, le 10 novembre 1567 ; à Jarnac, le 13 mars 1569 ; et à Moncontour, le 3 octobre 1569.
On le choisit pour porter au roi, à Tours, la nouvelle de cette dernière victoire. Il fut nommé, dans ce même mois d’octobre, capitaine de 50 hommes d’armes. Créé chevalier de l’ordre du roi, il obtint une place de conseiller d’État.
Le 4 septembre 1565, il épouse Claude Catherine de Clermont, baronne douairière de Retz et baronne de Dampierre, fille de Claude de Clermont, baron de Dampierre († 1545), avec qui il a dix enfants, dont Jean-François de Gondi, premier archevêque de Paris, l'oncle du célèbre cardinal de Retz (Paul de Gondi).
Employé comme ambassadeur à la cour de Vienne, en 1570, pour le mariage de Charles IX avec Élisabeth d’Autriche, il épousa cette princesse, au nom du roi, le 22 octobre 1570. À la mort du maréchal de Vieilleville, le comte de Retz fut établi gouverneur et lieutenant général au pays messin, et gouverneur de la ville de Metz, par provisions données à Duretal, le 30 novembre 1571.
On le fit capitaine de la première compagnie des Gentilshommes ordinaires de la Maison du Roi, après la mort du duc de Roannois, par provisions en décembre 1570. Il fut chargé, sur la fin de l’année 1572, d’une mission auprès d'Élisabeth, reine d’Angleterre. Il réussit à empêcher l’arrivée des secours que les protestants attendaient d’Angleterre.
Au commencement de 1573, revenu de Londres, le comte de Retz participa tout d'abord au siège de Ménerbes, dans le Comtat Venaissin puis commanda une escadre et força le comte de Montgomery à abandonner Belle-Île. Le roi érigea cette île en marquisat, et la donna au comte de Retz, qui partit ensuite pour le siège de La Rochelle, où il fut blessé.
Il fut pourvu d’une charge de maréchal de France, vacante par la mort du maréchal de Tavanes par état donné au château de Boulogne, le 6 juillet 1573, enregistré à la connétablie, le 2 août 1574. On le nomme gouverneur de Provence, par provisions données au même lieu et le même jour, 6 juillet 1573 : elles furent enregistrées au parlement de Provence, le 22 août 1574.
Le maréchal de Retz se démit alors du gouvernement du pays Messin. Il accompagna Henri III, duc d’Anjou en Pologne mais revint en France avant lui, et représenta le connétable au sacre de ce prince, qui l’admit à son conseil secret. Il se démit de sa compagnie des 100 gentilshommes, au mois de janvier 1575. Commandant en chef l’armée de Provence, il soumit au roi les villes et châteaux qu’y tenaient les factieux, et remit sous l’obéissance du pape la ville de Menerbes.
Pourvu du gouvernement des ville et château de Nantes, et de la lieutenance générale au pays nantais, le 12 février 1578, il se démit du gouvernement de Provence, le 1er juin 1578. Créé chevalier des ordres du roi le 31 décembre de la même année, il obtint, le 24 juin 1579, la charge de général des galères, pour Charles de Gondi, marquis de Belle-Île, son fils aîné, avec une commission du même jour pour exercer cette charge pendant la minorité de son fils.
En 1580, l’esprit de discorde ayant divisé le gouverneur général du marquisat de Saluces, et les gouverneurs particuliers des places de ce gouvernement, le maréchal de Retz y fut envoyé avec un plein pouvoir, daté de Fontainebleau, le 27 septembre, pour pacifier, accommoder, et même réduire par force les gouverneurs particuliers dans tout le pays, les destituer, en mettre d’autres, faire de nouvelles levées, assembler une armée ; enfin faire et exécuter tout ce qui conviendrait le mieux pour le service du roi. Il répondit à l’idée qu’on avait de ses talents, parvint à réunir ces gouverneurs, et, après avoir rendu le calme à cette province, il revint à la cour. Le roi érigea en sa faveur, pour lui et ses descendants, le comté de Retz en duché-pairie, par lettres données à Paris, au mois de novembre 1581 ; enregistrées au parlement de Paris, le 20 mars, et à celui de Rennes, le 20 avril 1582. Il fut reçu en cette qualité, et en celle de conseiller d’honneur, au parlement de Paris, le 20 mars de la même année. Il prêta serment le même jour pour la charge de maréchal de France.
En février 1594, lors des cérémonies du sacre d'Henri IV à Chartres, il remplit la charge dévolue anciennement au comte de Toulouse, comme l'un des pairs de France. Le 25 avril 1598, le roi accorda à son troisième fils Philippe-Emmanuel la survivance de la charge de général des galères. Le maréchal se démit du gouvernement de Nantes, et de la lieutenance générale du comté nantais[Quand ?]. Il se trouva, le 16 octobre 1596, à Rouen, à la suite du roi, lors de l’ouverture de l’assemblée des notables que ce monarque avait réunie dans cette ville. Il servit ce prince avec fidélité jusqu’à sa mort survenue le 21 avril 1602.
Le samedi 15 avril 2023, la ville de Noisy-le-Roi clôt "l'Année Gondi" et les festivités du 500e anniversaire de la naissance d'Albert de Gondi, fêtées avec la ville voisine de Bailly, en nommant une artère de la ville au nom du maréchal de Retz. Sur proposition de Jacques Floquet, historien local et passionné par la ville de son enfance, le maire Marc Tourelle inaugure "l'avenue Albert de Gondi" (anciennement avenue Regnault) en présence des élus locaux, départementaux et des descendants d'Albert de Gondi à la 14e, 15e, et 16e génération. Sont également présents des membres de la famille Jullien de Pommerol, enfants de l'autrice d'une belle biographie d'Albert de Gondi, des membres de la société d'histoire locale et de nombreux Noiséen(ne)s venus partager ce moment d'Histoire pour la ville de Noisy-le-Roi.

## Mariage et descendance

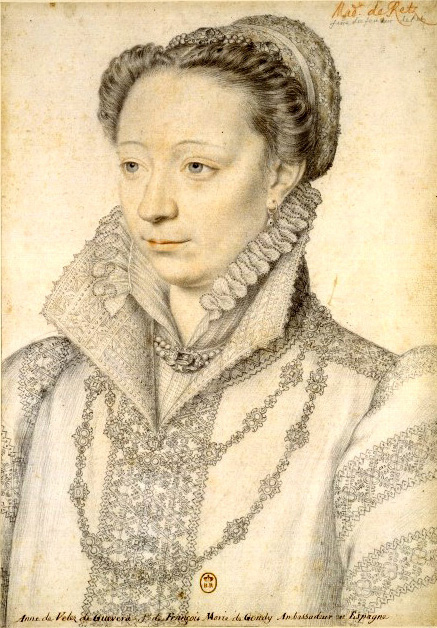
Claude Catherine de Clermont, épouse d'Albert de Gondi.

Le 4 septembre 1565, Albert de Gondi épouse Claude Catherine de Clermont, baronne de Retz et de Dampierre, veuve de Jean d'Annebault, et fille de Claude de Clermont, baron de Dampierre (?-1545), avec qui il eut dix enfants (quatre fils et six filles) et de nombreux descendants (dont les ducs de Retz issus de son fils aîné Charles, et le célèbre cardinal Jean-François Paul de Gondi de Retz) :
- Charles de Gondi (1569-22 mai 1596 au Mont-Saint-Michel), marquis de Belle-Île, général des Galères de France, qui épousa (01/03/1588 à Paris) Antoinette d'Orléans-Longueville (1574-25 avril 1618 à Poitiers), dame de Château-Gontier, religieuse sous le nom de Sœur Antoinette de Sainte-Scholastique[note 1], et dont la descendance se termina dans les femmes fin XVIIe ;
- Claude-Marguerite de Gondi (1570-26 août 1650), qui épousa 7 janvier 1588) Florimond de Hallwin (?-1592), marquis de Piennes et de Maignelais ;
- Françoise de Gondi (?-1627), qui épousa Lancelot Grognet de Vassé, seigneur d'Esguilly, Classé, Rouessé et Courmenant ;
- Gabrielle de Gondi, qui épousa (11 décembre 1594) Claude de Bossut, seigneur d'Escry ;
- Hippolyte de Gondi (????-1646), qui épousa (18 janvier 1607) Léonor de La Magdelaine, marquis de Ragny ;
- Henri de Gondi (1572 à Paris - 13 août 1622), dit le « cardinal de Retz », évêque de Paris ;
- Louise de Gondi (1572-29 août 1661), filleule du futur roi Henri IV, religieuse, prieure au prieuré royal Saint-Louis de Poissy, de 1583 à 1623, à la suite de sa tante Jeanne de Gondi (-1623) ;
- Madeleine de Gondi (????-8 juin 1662), religieuse ;
- Philippe-Emmanuel de Gondi (1581-29 juin 1662), comte de Joigny, marquis de Belle-Île, baron de Montmirel, seigneur de Dampierre et de Villepreux, général des Galères de France, qui épousa (11 juin 1604) Françoise Marguerite de Silly (????-1625), dame de Commercy[note 2] : leur descendance (dont Jean-François Paul de Gondi, le célèbre cardinal de Retz, dernier damoiseau héréditaire de Commercy) se termina dans les femmes au début du XVIIIe siècle ;
- Jean-François de Gondi (1584-21 mars 1654 à Paris), premier archevêque de Paris.

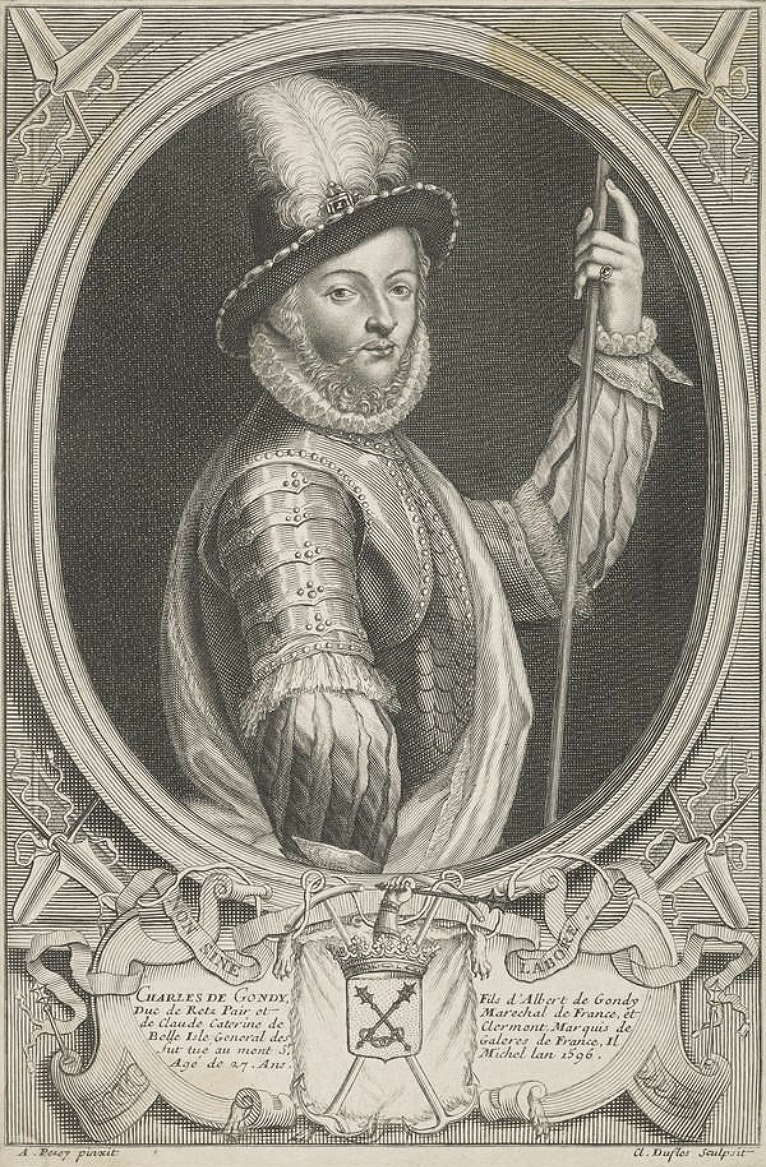
Charles de Gondi, fils d'Albert de Gondi.
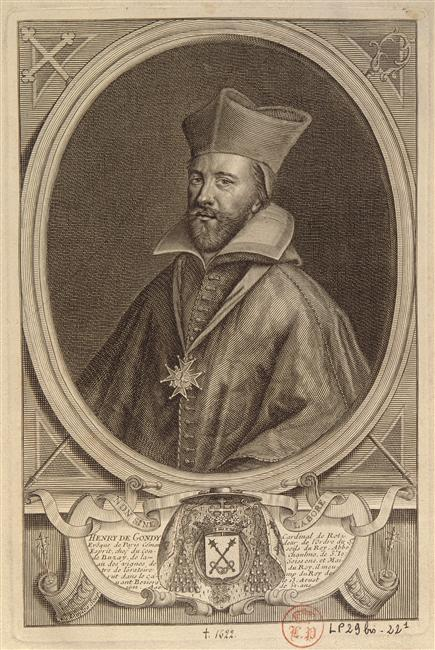
Henri de Gondi, fils d'Albert de Gondi.
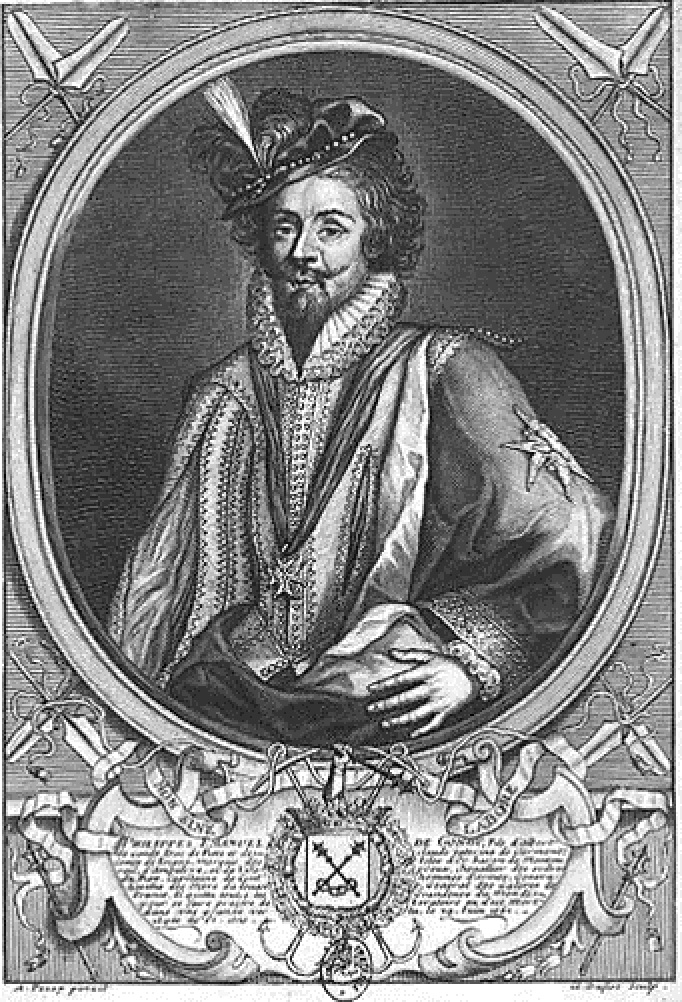
Philippe-Emmanuel de Gondi, fils d'Albert de Gondi.
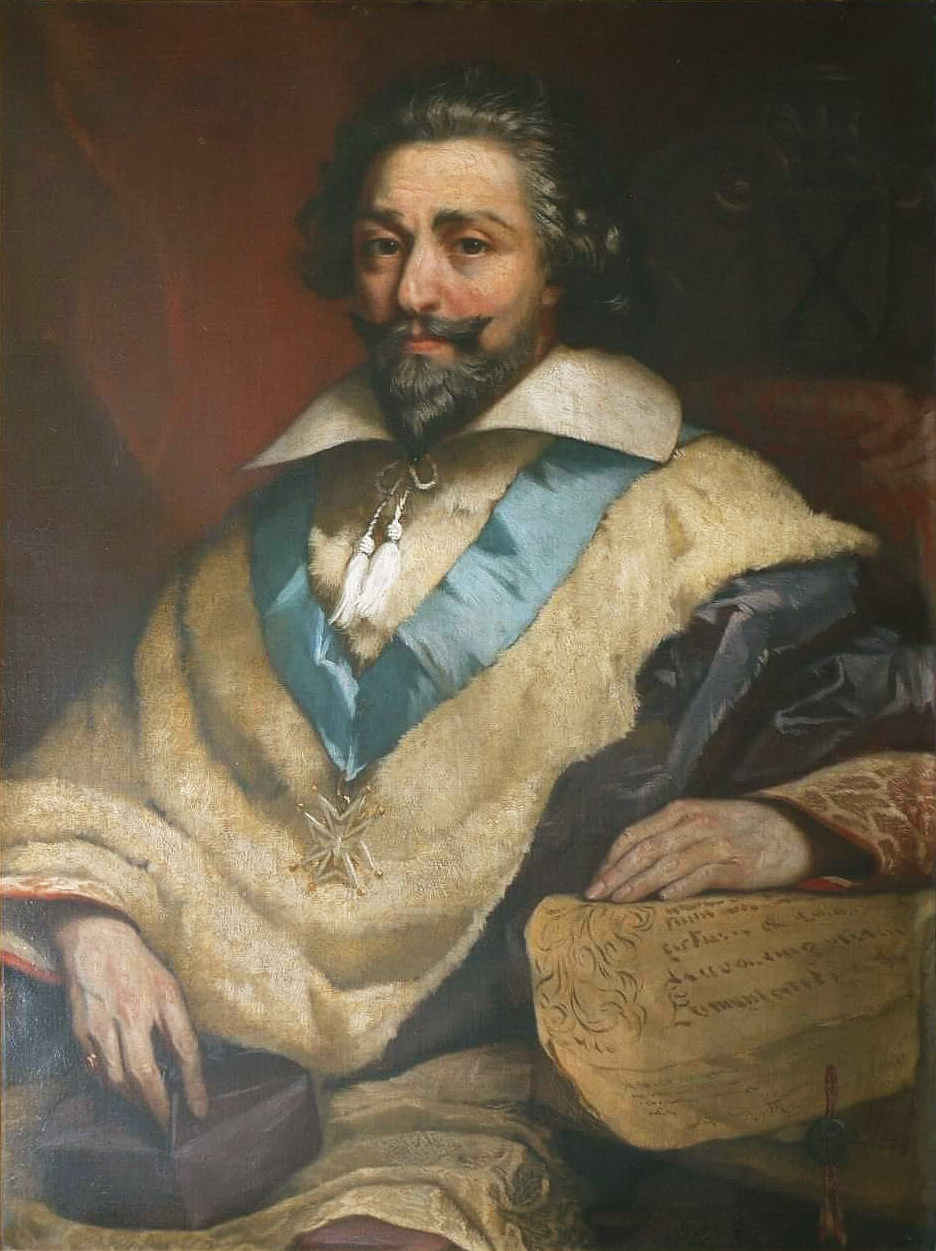
Jean-François de Gondi, fils d'Albert de Gondi.

## Armoiries
| Armes | Blasonnement                                                                  |
| ----- | ----------------------------------------------------------------------------- |
|       | D'or, à deux masses d'armes de sable, passées en sautoir et liées de gueules. |